# Борла
Борла (рум. Borla) — село у повіті Селаж в Румунії. Входить до складу комуни Бокша.
Село розташоване на відстані 399 км на північний захід від Бухареста, 13 км на північний захід від Залеу, 75 км на північний захід від Клуж-Напоки.

## Населення
За даними перепису населення 2002 року у селі проживали 1582 особи.
Національний склад населення села:
| Національність | Кількість осіб | Відсоток |
| -------------- | -------------- | -------- |
| угорці         | 1367           | 86,4%    |
| цигани         | 198            | 12,5%    |
| румуни         | 17             | 1,1%     |

Рідною мовою назвали:
| Мова      | Кількість осіб | Відсоток |
| --------- | -------------- | -------- |
| угорська  | 1365           | 86,3%    |
| циганська | 198            | 12,5%    |
| румунська | 19             | 1,2%     |